# Proteus mirabilis
Proteus mirabilis é uma bactéria gram-negativa, anaeróbia facultativa, em forma de bastonete, com motilidade e capaz de produzir grandes quantidades de urease. P. mirabilis é responsável por 90% de todas as infecções em humanos por bactérias Proteus. Está amplamente distribuída pelo meio ambiente, em matéria orgânica, no solo e na água. É um tipo de enterobactérias e pode fazer parte da flora normal de intestino.
Esta espécie também possui um tipo de motilidade descrita como swarming (enxame), do qual, quando inoculada em um meio mais solidificado, as células se diferenciam tornando-se maiores e superexpressando flagelos. Em uma placa de ágar, o swarming terá anéis concêntricos característicos, em razão das células móveis que partem do centro do inóculo.[7]
Por ser uma gram-negativa, pode ser isolada em ágares seletivos como MacConkey (sendo evidenciada como bactéria lactose-negativa). 
Também já foi isolada e caracterizada por Sanches et al., cepas de Proteus mirabilis de carnes de frango, bovina e suína possuindo 100% de similaridade genética entre Proteus mirabilis oriundos de infecções do trato urinário adquiridas em comunidade (ITU-AC), evidenciando o potencial risco zoonótico desta enterobactéria. [8]

## Patogênese
Proteus mirabilis dispõe de diversos fatores de virulências que possibilitam desde a colonização do hospedeiro à produção de toxinas, como, exemplo, fímbrias, adesinas, hemolisinas, urease e receptores de sideróforos (responsável pela quelação e sequestro de ferro do hospedeiro). No que tange as fímbrias, as mais estudadas incluem:
- MR/P (Mannose-resistant Proteus-like fimbriae);
- UCA (Uroepithelial cell adhesin, anteriormente NAF, Non-aggregative fimbriae);
- MR/K (Mannose-resistant Klebisella-like fimbriae);
- PMF (Proteus mirabilis fimbriae);
- ATF (Ambient-temperature fimbriae).

Além de permitirem a colonização do trato urinário do hospedeiro, as fímbrias, em particular MR/P, contribuem para o processo de formação do biofilme ao mediar a adesão à superfície e a autoagregação. [5]
Quando invade vias urinárias causa infecção urinária alcalina, por converter ureia em amônio pela ação da enzima urease. O aumento da alcalinidade da urina pode levar à formação de cristais de estruvita, carbonato de cálcio e/ou apatita (pedras nos rins). As bactérias podem permanecer dentro das pedras nos rins que enquanto não forem removidas podem reiniciar a infecção após o tratamento antibiótico. Conforme as pedras aumentam de tamanho podem eventualmente crescer o suficiente para causar obstrução das vias urinárias e insuficiência renal. 
Proteus também podem causar infecções de feridas, infecções oculares, no canal auditivo, sepse e pneumonia, principalmente em pacientes hospitalizados e imunodeprimidos. A literatura também já demonstrou casos de meningoencefalite neonatal ocasionada por Proteus mirabilis. [6]

## Tratamento

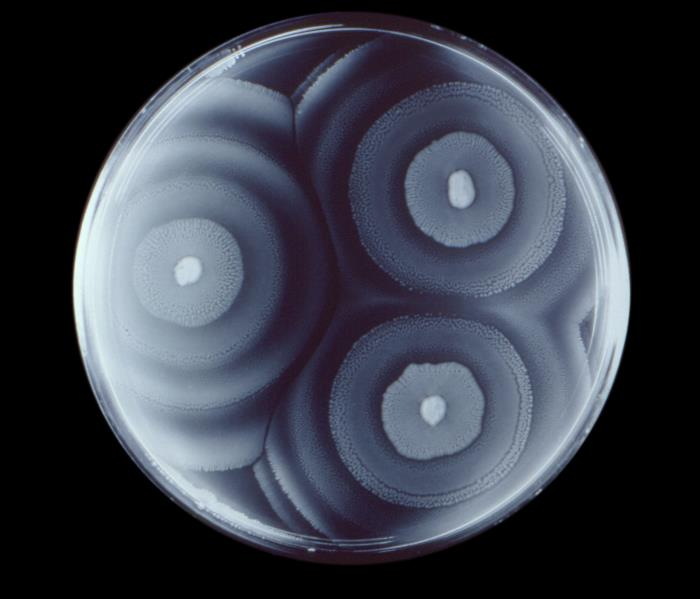
mãe. Um p. Mrabilis.

P. mirabilis  é geralmente mais suscetível a antibióticos exceto por tetraciclinas, mas 10 a 20% das estirpes de  P. mirabilis são resistentes à primeira geração de cefalosporinas e a ampicilina.
Pacientes sem complicações podem ser tratados em ambulatório com uma quinolona oral por 3 dias ou trimetoprim/sulfametoxazol (TMP/SMZ) por 3 dias. Para os pacientes hospitalizados, a terapia é parenteral e consiste em ceftriaxona, quinolona, gentamicina (mais ampicilina) ou aztreonam até passar a febre. Em seguida, uma quinolona oral, cefalosporina ou TMP / SMZ durante 14 dias para completar o tratamento e evitar resistências.
Pielonefrite aguda não complicada em mulheres pode ser tratado com quinolonas ou cefalosporinas orais por 7-14 dias, ceftriaxona em dose única ou gentamicina seguido de TMP/SMZ por 14 dias.

## Sequenciamento genético
A primeira seqüência do genoma completa para P. mirabilis, que inclui pelo menos 3693 genes e 4,063 megabases de DNA, foi apresentada na 106a reunião da Sociedade Americana de Microbiologia.